# Xanthoparmelia centralis
Xanthoparmelia centralis är en lavart som beskrevs av Elix & J. Johnst. Xanthoparmelia centralis ingår i släktet Xanthoparmelia och familjen Parmeliaceae.   Inga underarter finns listade i Catalogue of Life.